# Walther Wünsch
Walther Wünsch (* 23. Juli 1908 in Gablonz; † 24. Februar 1991 in Graz) war ein österreichischer Musikwissenschaftler, Hochschullehrer, Musikpädagoge, Musikschuldirektor, Violinist und Bratschist.

## Leben und Wirken
Walther Wünsch wurde am 23. Juli 1908 als Sohn des Beamten Heinrich Wünsch und dessen Ehefrau Ottilie in der damals zum Königreich Böhmen gehörenden Stadt Gablonz geboren und studierte, nach erfolgreichem Schulabschluss, von 1928 bis 1933 unter Gustav Becking Musikwissenschaft und Volkskunde an der Deutschen Karls-Universität Prag und promovierte am 26. Juni 1933 mit der Dissertation Die Geigentechnik der südslawischen Guslaren zum Doktor der Philosophie. Ebenfalls zu dieser Zeit studierte er auch Violine, Komposition und Musikerziehung an der Deutschen Musikakademie Prag. Danach fungierte er von 1933 bis 1935 als Universitätsassistent an der Prager Universität, arbeitete in gleicher Funktion von 1935 bis 1938 an der Universität der Künste Berlin und wurde 1939 an die Staatliche Hochschule für Musikerziehung in Graz-Eggenberg berufen. Im Jahr 1941 habilitierte er sich an der Universität Wien und nahm in den Jahren von 1940 bis 1945 am Kriegsgeschehen des Zweiten Weltkriegs teil. Nach Kriegsende war Wünsch Solobratschist im Funkorchester der Sendergruppe Alpenland und im Grazer Philharmonischen Orchester und war zugleich Primarius (1. Geiger) eines nach ihm benannten Streichquartetts. Darüber hinaus engagierte er sich in der Volksmusikpflege und dabei vor allem für das offene Singen.
Von 1951 bis 1958 trat er als Direktor der Musikschule von Gratkorn in Erscheinung, nachdem er dort bereits seit 1949 gelehrt hatte. Dort lernte er auch seine spätere Ehefrau Maria Valzachi kennen, die die Musikschule bereits seit 1948 leitete und die er 1950 heiratete. Nachdem Walther Wünsch ab 1958 am Steiermärkischen Landeskonservatorium, das 1963 in die Akademie für Musik und darstellende Kunst sowie die Landesmusikschule aufgeteilt wurde, lehrte, übernahm erneut seine Ehefrau die Leitung der Gratkorner Musikschule, die sie bis 1971 führte. Seine Ehefrau hatte einst an der damaligen Landesmusikschule in Graz als Professorin unterrichtet und war einige Zeit nach Kriegsende vom damaligen Gratkorner Bürgermeister Willibald Partbauer mit dem Wiederaufbau der Musikschule betraut worden. Aus der Musikakademie, an der Walther Wünsch ab 1958 lehrte, entstand die Hochschule für Musik und darstellende Kunst in Graz, an der Wünsch ab 1968 sogar eine ordentliche Hochschulprofessur innehatte.
Nachdem er bis 1974 den Vorstand des Instituts für Musikalische Folklore (auch Institut für Musikfolklore; ab 1968: Institut für Musikethnologie; seit 2009: Institut für Ethnomusikologie) bekleidet hatte, emeritierte er 1978 als Hochschullehrer. Außerdem war er zwischen 1964 und 1971 Stellvertreter des Akademiegründers Erich Marckhl. Wünsch etablierte eine musikethnologische Forschungstradition, die sich unter seiner Leitung vor allem auf die österreichische Volksmusik und speziell auf die Musik der Südslawen konzentrierte. So verfasste er zeitlebens auch zahlreiche Aufsätze zur Musik des Balkans und der Steiermark. Nachfolger Wünschs als Ordinarius für Musikethnologie wurde Wolfgang Suppan, der in dieser Funktion 2001 emeritierte. Ab 1960, nach seiner zweiten Habilitation an der Universität Graz, lehrte Wünsch dort bis 1981 im Fach Musikethnologie. In der Personenstandsliste der Universität Graz für das Wintersemester 1976/77 scheint er beispielsweise als Universitätsdozent und tit. ao. Professor für Musikethnologie (Musikethnologische Vorlesung und Proseminar) auf.
Wünsch wurde im Laufe seines Lebens vielfach geehrt; so erhielt er etwa 1939 den Orden der Krone von Jugoslawien. 1974 wurde ihm das Österreichische Ehrenkreuz für Wissenschaft und Kunst I. Klasse zuteil und 1981 erhielt er von der Universität Graz die nur einmal im Jahre vergebene pro-meritis-Medaille verliehen.
Am 24. Februar 1991 starb Wünsch im Alter von 82 Jahren in Graz.

## Schriften (Auswahl)
- 1933: Die Geigentechnik der südslawischen Guslaren (Dissertation; gedruckt 1934)
- 1937: Heldensänger in Südosteuropa
- 1957: Hirtenlieder und Tänze aus dem Südosten. In Musizierfolgen für Sopran-Blockflöte und allerlei Begleitinstrumente oder für Blockflötenchor. In: Zeitschrift für Spielmusik 223
- 1958:  Der Brautzug des Banović Michael. Ein episches Fragment
- 1960: Habilitationsschrift
- 1966: Volksmusik Südosteuropas. Beiträge zur Volkskunde und Musikwissenschaft anläßlich der 1. Balkanologentagung in Graz 1964
- 1967: Grazer und Münchener Balkanologische Studien. Zweite Grazer Balkanologen-Tagung 1966
- 1968: Das romanische Element am Balkan. III. Grazer Balkanologen-Tagung 1968
- 1984: Die Streich. Geigenmusik aus alten steirischen Spielmannsbüchern (ausgewählt von Walther Wünsch für Streichquartett und obligate Gitarre, gesetzt von Karl Frießnegg)

## Auszeichnungen und Ehrungen (Auswahl)
- 1939: Orden der Krone von Jugoslawien
- 1974: Österreichisches Ehrenkreuz für Wissenschaft und Kunst I. Klasse
- 1981: pro-meritis-Medaille der Universität Graz